# زیردریایی کلاس ارتوس
سابمارین کلاس ارتوس (به انگلیسی: Aréthuse-class submarine) یک کلاس از زیردریایی است که طول آن 49.6 m می‌باشد.